# 伯恩 (明尼蘇達州)
伯恩（英語：Bern）是位於美國明尼蘇達州道奇縣米爾頓鎮區的一個非建制地區。

## 歷史
伯恩的郵局於1858年成立，其後於1902年停運。此地得名自瑞士城市伯尔尼。

## 地理
伯恩所處的海拔為高於海平面342米（即1122英呎），而該地所採用的時區為UTC-6，即北美中部時區（CST）。同時該地設有夏令時間，為UTC-6調快一小時，即UTC-5（CDT）。